# Elquisson Soares
Elquisson Dias Soares (Vitória da Conquista, 27 de junho de 1940) conhecido popularmente como Elquisson Soares é um advogado, pecuarista e político brasileiro filiado ao Partido Democrático Trabalhista. Foi vereador de Vitória da Conquista, Deputado Estadual pela Bahia e Deputado Federal pelo mesmo estado por dois mandatos.
Em 2012 foi candidato a prefeito de Vitória da Conquista pelo Partido Popular Socialista (atual Cidadania), terminando a disputa em 5.º lugar, com 831 votos, que representaram apenas 0,53% dos votos válidos do referido pleito.

## Desempenho eleitoral
| Ano  | Eleição                           | Cargo             | Partido         | Partido | Coligação       | Vice                   | Votos para Elquisson | Votos para Elquisson | Votos para Elquisson | Resultado  | Ref   |
| Ano  | Eleição                           | Cargo             | Partido         | Partido | Coligação       | Vice                   | Total                | %                    | P.                   | Resultado  | Ref   |
| ---- | --------------------------------- | ----------------- | --------------- | ------- | --------------- | ---------------------- | -------------------- | -------------------- | -------------------- | ---------- | ----- |
| 1972 | Municipal de Vitória da Conquista | Vereador          |                 | MDB     | Partido Isolado | —                      | Desconhecido         | Desconhecido         | Desconhecido         | Eleito     |       |
| 1974 | Estadual da Bahia                 | Deputado Estadual | Partido Isolado | MDB     | —               | 14.114                 |                      | 28.º                 | Eleito               | [ 2 ]      |       |
| 1978 | Estadual da Bahia                 | Deputado Federal  | Partido Isolado | MDB     | —               | 28.244                 |                      | 27.º                 | Eleito               | [ 1 ]      |       |
| 1983 | Estadual da Bahia                 | Deputado Federal  |                 | PMDB    | Partido Isolado | —                      | 37.781               |                      | 35.º                 | Eleito     | [ 1 ] |
| 2012 | Municipal de Vitória da Conquista | Prefeito          |                 | PPS     | Partido Isolado | Frederico Ferraz (PPS) | 831                  | 0,53%                | 5.º                  | Não Eleito | [ 4 ] |